# Fort-Louis
Pour les articles homonymes, voir Fort Louis.
Fort-Louis est une commune française située dans la circonscription administrative du Bas-Rhin et, depuis le 1er janvier 2021, dans le territoire de la Collectivité européenne d'Alsace, en région Grand Est. Cette ancienne place forte et ville nouvelle a été construite ex nihilo par Vauban au XVIIe siècle. La commune se trouve dans la région historique et culturelle d'Alsace.

## Géographie

### Localisation
La commune est baignée par la Moder.
Les communes limitrophes sont Dalhunden, Rœschwoog, Roppenheim, Stattmatten, Rheinmünster, Neuhaeusel, Rountzenheim-Auenheim et Hügelsheim.
| Roeschwoog                        | Roppenheim | Neuhaeusel                        |
| Stattmatten Rountzenheim-Auenheim | Fort-Louis |                                   |
| Dalhunden                         |            | Le Rhin Rheinmünster ( Allemagne) |

### Hydrographie

#### Réseau hydrographique

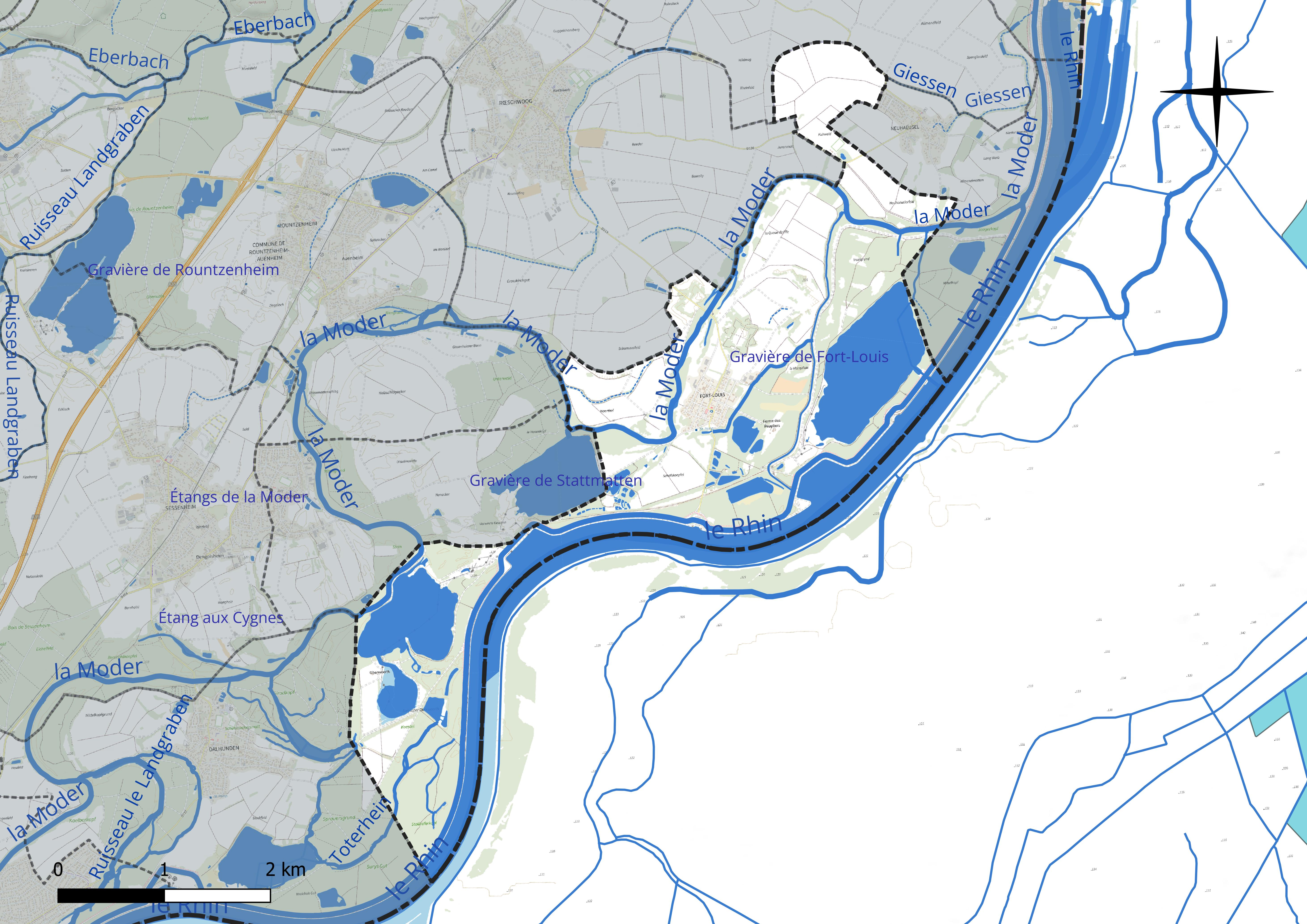
Réseau hydrographique de Fort-Louis.

La commune est dans le bassin versant du Rhin au sein du bassin Rhin-Meuse. Elle est drainée par le Rhin et la Moder,.
Le Rhin, long de 1 233 km est le plus long fleuve se déversant dans la mer du Nord et de l'une des voies navigables les plus fréquentées du monde. Il traverse la Suisse, l'Autriche, l'Allemagne et les Pays-Bas et marque la frontière entre l'Allemagne et la France.
La Moder, d'une longueur de 82 km, prend sa source dans la commune de Zittersheim et se jette  dans le Rhin en rive gauche à Beinheim, après avoir traversé 29 communes.
Un plan d'eau complète le réseau hydrographique : la gravière de Fort-Louis (88,5 ha),.

#### Gestion et qualité des eaux
Le territoire communal est couvert par le schéma d'aménagement et de gestion des eaux (SAGE) « Ill Nappe Rhin ». Ce document de planification concerne la nappe phréatique rhénane, les cours d'eau de la plaine d'Alsace et du piémont oriental du Sundgau, les canaux situés entre l'Ill et le Rhin et les zones humides de la plaine d'Alsace. Le périmètre s’étend sur 3 596 km2. Il a été approuvé le 17 janvier 2005. La structure porteuse de l'élaboration et de la mise en œuvre est la région Grand Est.
La qualité des cours d’eau peut être consultée sur un site dédié géré par les agences de l’eau et l’Agence française pour la biodiversité.

### Climat
Pour des articles plus généraux, voir Climat du Grand Est et Climat du Bas-Rhin.
En 2010, le climat de la commune est de type climat des marges montargnardes, selon une étude du Centre national de la recherche scientifique s'appuyant sur une série de données couvrant la période 1971-2000. En 2020, Météo-France publie une typologie des climats de la France métropolitaine dans laquelle la commune est exposée à un climat semi-continental et est dans la région climatique  Alsace, caractérisée par une pluviométrie faible, particulièrement en automne et en hiver, un été chaud et bien ensoleillé, une humidité de l’air basse au printemps et en été, des vents faibles et des brouillards fréquents en automne (25 à 30 jours).
Pour la période 1971-2000, la température annuelle moyenne est de 10,7 °C, avec une amplitude thermique annuelle de 17,9 °C. Le cumul annuel moyen de précipitations est de 904 mm, avec 10,6 jours de précipitations en janvier et 10 jours en juillet. Pour la période 1991-2020, la température moyenne annuelle observée sur la station météorologique de Météo-France la plus proche, « Scheibenhard », sur la commune de Scheibenhard à 21 km à vol d'oiseau, est de 11,8 °C et le cumul annuel moyen de précipitations est de 739,0 mm. 
La température maximale relevée sur cette station est de 38,8 °C, atteinte le 7 août 2015 ; la température minimale est de −15,2 °C, atteinte le 11 janvier 2009,,.
Les paramètres climatiques de la commune ont été estimés pour le milieu du siècle (2041-2070) selon différents scénarios d'émission de gaz à effet de serre à partir des nouvelles projections climatiques de référence DRIAS-2020. Ils sont consultables sur un site dédié publié par Météo-France en novembre 2022.

## Urbanisme

### Topographie
Lors de la création des communes, en 1793, et jusqu'en 1818, Fort-Louis s'est appelé Fort-Vauban, avant de retrouver son nom originel.

### Typologie
Au 1er janvier 2024, Fort-Louis est catégorisée commune rurale à habitat dispersé, selon la nouvelle grille communale de densité à sept niveaux définie par l'Insee en 2022.
Elle est située hors unité urbaine et hors attraction des villes,.

### Occupation des sols

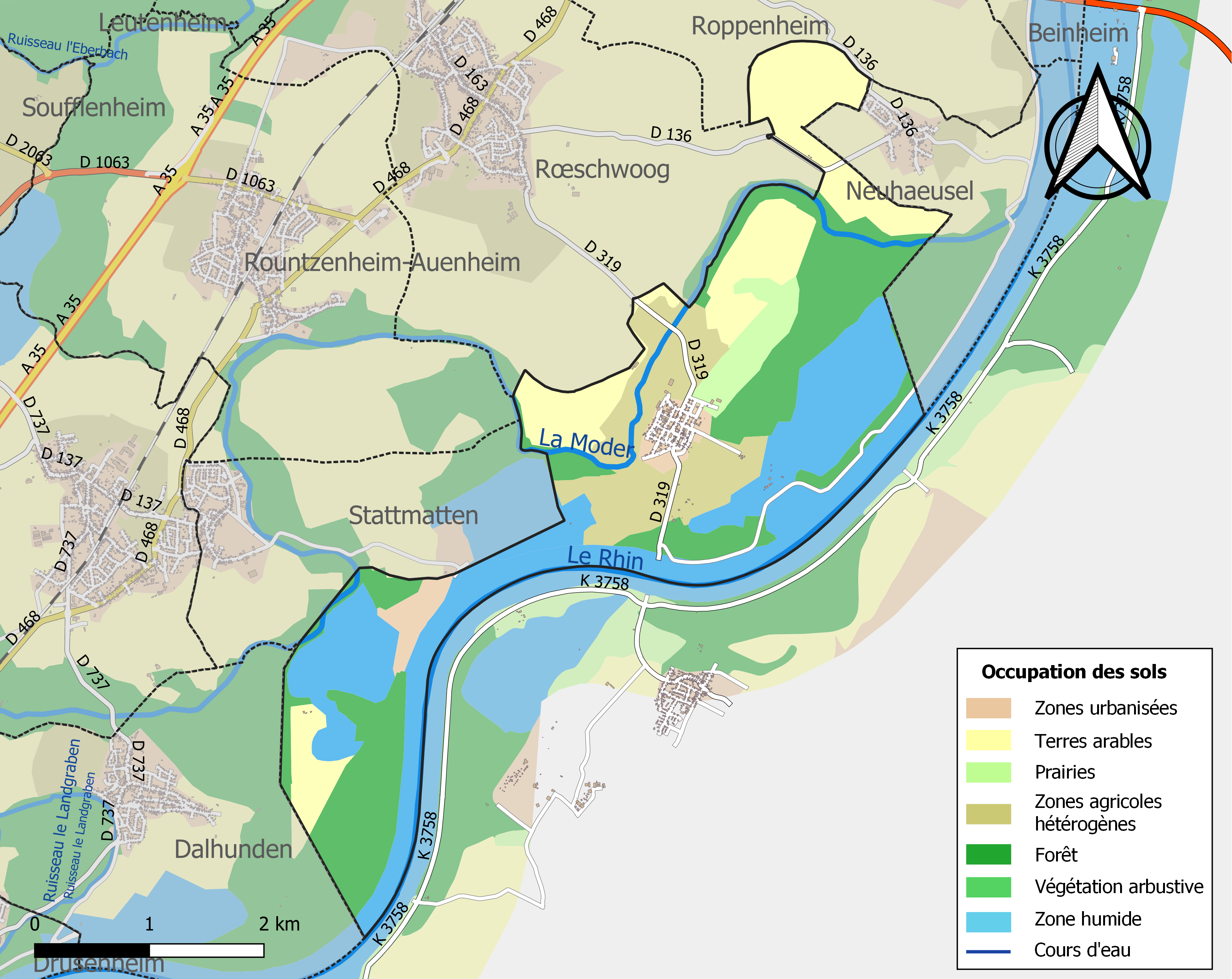
Carte des infrastructures et de l'occupation des sols de la commune en 2018 (CLC).

L'occupation des sols de la commune, telle qu'elle ressort de la base de données européenne d’occupation biophysique des sols Corine Land Cover (CLC), est marquée par l'importance des territoires agricoles (37,5 % en 2018), en augmentation par rapport à 1990 (30,4 %). La répartition détaillée en 2018 est la suivante : eaux continentales (31,5 %), forêts (26,9 %), terres arables (20,3 %), zones agricoles hétérogènes (13,6 %), prairies (3,7 %), zones urbanisées (2,2 %), mines, décharges et chantiers (1,8 %). L'évolution de l’occupation des sols de la commune et de ses infrastructures peut être observée sur les différentes représentations cartographiques du territoire : la carte de Cassini (XVIIIe siècle), la carte d'état-major (1820-1866) et les cartes ou photos aériennes de l'IGN pour la période actuelle (1950 à aujourd'hui).

## Histoire

### Création de la ville

Plan du Fort Louis de 1735.

En 1686, Louis XIV confie à Vauban la construction d’une ville nouvelle fortifiée sur une île située entre deux bras du Rhin, qui sera baptisée Fort-Louis-du-Rhin. Vauban se servit vraisemblablement des pierres du château impérial (le Burg) de Haguenau, détruit en 1687, pour ériger les murailles. Le fort principal, appelé fort Carré, sera renforcé par deux têtes de pont, l'une sur la rive alsacienne (fort d'Alsace) et l'autre sur la rive badoise (fort du Marquisat).
Au sud, Vauban fait construire une ville à trame orthogonale (pour des raisons stratégiques) ; une enceinte bastionnée d'environ 4 km entoure la ville et le fort Carré. En 1688, Louis XIV accorde des privilèges importants et des avantages fiscaux à ceux qui décident de peupler Fort-Louis. Les habitants auront pour charge le ravitaillement de la garnison. Un couvent de capucins s'installe en ville à partir de 1719.

### Sièges
La place est assiégée à plusieurs reprises au cours du XVIIIe siècle, notamment en 1793 par le général autrichien Lauer : Lors de la guerre de la Première Coalition, les troupes autrichiennes investissent  Fort-Vauban (alias Fort-Louis), avec l'aide de troupes émigrées. La garnison française, forte de 4 500 hommes et disposant  111 pèces d'artillerie, était commandée par le général Michel Durand secondé par le chef de bataillon du génie Dominique-André de Chambarlhac. Les tirs des assiégeants mirent le feu à la ville, dont la plupart des maisons étaient en bois, ainsi qu'aux forts Vauban et d'Alsace. Les civils s'étaient réfugiés dans les souterrains du fort pour tenter d'échapper aux bombardements,. Le 14 novembre, après 1 mois de siège, manquant de munitions et de nourriture, la place tombe en présence du corps d'armée du prince de Condé. Les prisonniers républicains sont envoyés en captivité dans le Banat de Temeswar en Roumanie. Les Français reprennent possession de la place l'année suivante, sans reconstruire.
Le 1er janvier 1814 (dans le cadre de la Campagne de France), un corps d'armée russe sous Wittgenstein et un corps badois sous le comte de Hochberg passent le Rhin et rétablissent en partie les fortifications, mais après la paix, ils les rasent de nouveau. Le fort Carré est démantelé en 1818. Il est racheté par la commune en 1890.

### État actuel
Il subsiste peu de vestiges de la place forte de Fort-Louis-du-Rhin à la suite de sa prise par les Autrichiens en 1793, prise qui a entrainé des destructions importantes, ainsi que le démantèlement du fort d'Alsace. L’enceinte et les ruines du fort ont été en grande partie rasés au XIXe siècle. il ne subsiste que des talus, les fossés et quelques pans de murailles du fort Carré, tous les bâtiments intérieurs ayant disparu. Les deux bras du Rhin qui entouraient l’île ont été asséchés, le fleuve passe à un kilomètre à l’est de l’agglomération dont ne subsiste que la trame orthogonale.

### Héraldique
| Blason de Fort-Louis | Blason  | D'azur semé de fleurs de lys d'or, à la fasce ondée d'argent chargée d'un fortin de gueules vu en plan. |
| Blason de Fort-Louis | Détails | |

## Politique et administration

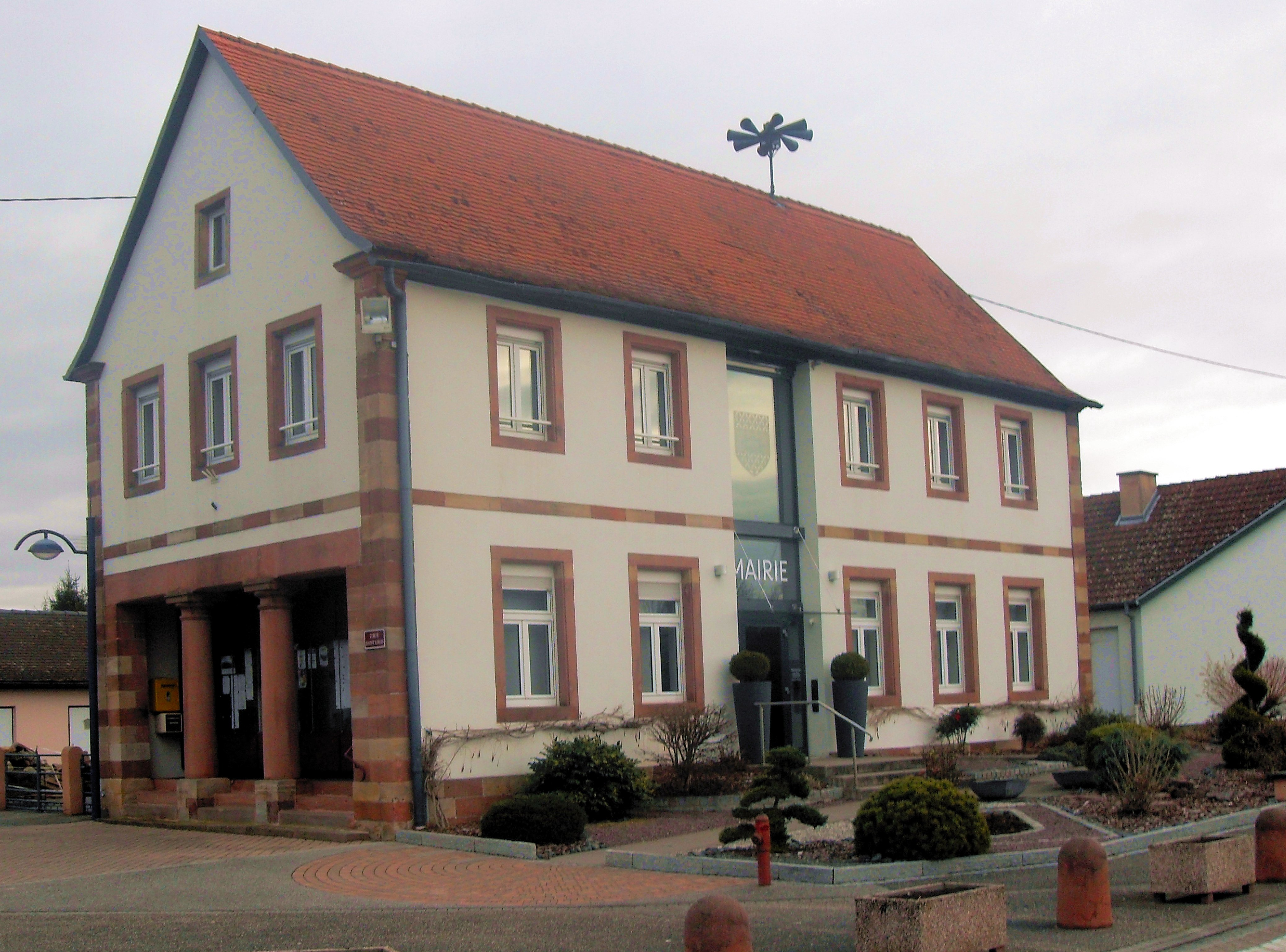
La mairie.

| Période    | Période      | Identité                                  | Étiquette | Qualité |
| ---------- | ------------ | ----------------------------------------- | --------- | ------- |
| avant 1988 | ?            | Henri Michel                              |           |         |
| 2001       | mai 2020     | Gérard Janus                              | FN-RN     |         |
| mai 2020   | 24 mars 2025 | Daniel Cousandier,,décédé le 24 mars 2025 |           | Artisan |
| mai 2025   | En cours     | Rémy Wolff                                |           |         |

## Démographie
L'évolution du nombre d'habitants est connue à travers les recensements de la population effectués dans la commune depuis 1793. Pour les communes de moins de 10 000 habitants, une enquête de recensement portant sur toute la population est réalisée tous les cinq ans, les populations de référence des années intermédiaires étant quant à elles estimées par interpolation ou extrapolation. Pour la commune, le premier recensement exhaustif entrant dans le cadre du nouveau dispositif a été réalisé en 2004.

En 2022, la commune comptait 282 habitants, en évolution de −5,69 % par rapport à 2016 (Bas-Rhin : +3,17 %, France hors Mayotte : +2,11 %).
| 1793  | 1800 | 1806 | 1821 | 1831 | 1836 | 1841 | 1846 | 1851 |
| ----- | ---- | ---- | ---- | ---- | ---- | ---- | ---- | ---- |
| 1 496 | 356  | 434  | 539  | 532  | 452  | 409  | 358  | 373  |

| 1856 | 1861 | 1866 | 1871 | 1875 | 1880 | 1885 | 1890 | 1895 |
| ---- | ---- | ---- | ---- | ---- | ---- | ---- | ---- | ---- |
| 305  | 305  | 324  | 235  | 244  | 275  | 292  | 241  | 256  |

| 1900 | 1905 | 1910 | 1921 | 1926 | 1931 | 1936 | 1946 | 1954 |
| ---- | ---- | ---- | ---- | ---- | ---- | ---- | ---- | ---- |
| 268  | 277  | 288  | 269  | 227  | 232  | 232  | 206  | 187  |

| 1962 | 1968 | 1975 | 1982 | 1990 | 1999 | 2004 | 2006 | 2009 |
| ---- | ---- | ---- | ---- | ---- | ---- | ---- | ---- | ---- |
| 179  | 158  | 169  | 167  | 223  | 239  | 279  | 288  | 328  |

| 2014 | 2019 | 2022 | - | - | - | - | - | - |
| ---- | ---- | ---- | - | - | - | - | - | - |
| 303  | 290  | 282  | - | - | - | - | - | - |

## Lieux et monuments
- Église Saint-Louis
- Enceinte de Fort-Louis ;
- Fort Carré ;
- Polder de la Moder.

## Personnalités liées à la commune
- Gilles Lescuyer. Lieutenant-colonel du régiment de dragons de La lande logé à l'hôtel de Moin, rue Dauphine à Paris paroisse Saint-André-des-Arts en 1688. Sieur de Rouville (Manche ?). Epoux de Jeanne Bruneau. Gouverneur de Fort-Louis en 1689.

- Claude François Duprès (1755 - mort au combat le 21 juillet 1808 à Bailén), général des armées de la République et de l'Empire.